# 德里克·阿尔休森
德里克·阿尔休森（英語：Derek Allhusen，1914年1月9日—2000年4月24日），英国男子马术运动员。他曾代表英国参加1968年夏季奥林匹克运动会马术比赛，获得一枚金牌和一枚银牌。